# Kilian Nikiema
Killian Basba Geeke Nikiema (ur. 22 czerwca 2003 w Voorburgu) – burkiński piłkarz grający na pozycji bramkarza. Od 2016 jest zawodnikiem klubu ADO Den Haag.

## Kariera klubowa
Swoją karierę piłkarską Nikiema rozpoczął w 2007 roku w juniorach klubu Voorschoten '97. W 2016 roku podjął treningi w ADO Den Haag, a w 2019 roku stał się członkiem pierwszego zespołu.
| Sezon   | Klub         | Kraj     | Rozgrywki  | Mecze | Gole |
| ------- | ------------ | -------- | ---------- | ----- | ---- |
| 2019/20 | ADO Den Haag | Holandia | Eredivisie | 0     | 0    |
| 2020/21 | ADO Den Haag | Holandia | Eredivisie | 0     | 0    |

## Kariera reprezentacyjna
W reprezentacji Burkiny Faso Nikiema zadebiutował 4 września 2019 w wygranym 1:0 towarzyskim meczu z Libią, rozegranym w Marrakeszu. W 2022 roku został powołany do kadry na Puchar Narodów Afryki 2021. Wraz z Burkiną Faso zajął 4. miejsce na tym turnieju. Nie rozegrał na nim żadnego meczu.